# Biache-Saint-Vaast
Biache-Saint-Vaast è un comune francese di 3 918 abitanti situato nel dipartimento del Passo di Calais nella regione dell'Alta Francia.

## Toponimo
Il nome Biache ha origine dalla parola germanica bigard che indica "recinto" o "giardino domestico recintato".
Nel 1793, durante la Rivoluzione francese, il comune si chiamava Biache-sous-Scarpe, dal nome del fiume Scarpe, poi cambiato in Biache-Saint-Vaast nel 1801, dal nome dell'antica abbazia di San Vedasto.

## Storia
- Un sito archeologico del paleolitico di circa 180 000 anni fa, fu scoperto nel 1976 durante la costruzione di uno stabilimento metallurgico Usinor. Le operazioni di scavo, dirette dal paleontologo Alain Tuffreau, continuarono fino al 1982 e permisero di scoprire i resti di due esemplari di Uomo di Neanderthal, tra cui due crani incompleti. Il sito conteneva anche numerose ossa di animali e vari utensili in pietra tutti in buono stato di conservazione. Il giacimento è stato poi distrutto dalla costruzione della fabbrica che chiuderà i battenti 25 anni dopo. Una copia del cranio ritrovato è visibile presso la biblioteca municipale.[3]
- L'abbazia di Saint-Vaast, intitolata a Vedasto di Arras, interamente distrutta nell'ottobre del 1918, venne in parte rimpiazzata dalla chiesa di Saint-Pierre che conserva due fonti battesimali del 1544.
- Il comune venne fortemente industrializzato dalla presenza della Cimenterie de Biache, attiva dal 1922 al 1988, e dei gruppi siderurgici Usinor e Sollac (SOciété Lorraine de LAminage Continu), il cui stabilimento di Biache era considerato un modello per tutti gli impianti Sollac di Francia, società la cui attività era iniziata nel 1846. Il comune disponeva anche di una fabbrica di mattoni. L'area del vecchio cementificio è stata riconvertita in un parco di 8 ettari di superficie. Il sito del vecchio stabilimento Sollac è tuttora occupato da varie industrie, come Finimetal (del gruppo Rettig) e UMCorporation.

## Società

### Evoluzione demografica
Abitanti censiti